# 布莱克本
布力般（英語：Blackburn），英國英格兰兰开夏郡、西奔宁沼地的北方，是單一管理區布萊克本-達文的最大鎮，人口14萬。它是工业革命时期纺织工业的中心。布莱克本市的伊活公園球場是英国著名球队的主场。
著名披頭四樂隊的歌曲"A Day in the Life"為布力般市的歌曲。

## 人口
在2001年的人口普查，布莱克本-达温鎮上約有約十萬五千人。其中77.9%是白種的英國人，其餘印度人和巴基斯坦人，分別佔10.7%和8.7%。鎮上約有55.1%的就業人口，而退休和長期失業的比例各佔4.1%和1.2%。

## 友好城市
- 法國 佩罗讷